# Sharon Steel Corporation
La Sharon Steel Corporation (ou Sharon Steel Hoop Company avant 1936) est une ancienne entreprise sidérurgique américaine essentiellement basée à Farrell, en Pennsylvanie.
Fondée en 1900, au moment d'un boom de l'activité sidérurgique liée à l'exploitation de la houille sur les bords de la Shenango, elle se spécialise sur les tôles de petites largeurs en aciers de spécialité. Elle acquiert au cours de son histoire quelques usines sidérurgiques secondaires, notamment à Lowellville. Trop petite et fragile pour financer les modernisations nécessaires à sa survie, elle fait faillite en 1992. Quelques usines survivent cependant, exploitées par d'autres propriétaires.

## Fondation (1900 - 1902)

### 1900: naissance d'une industrie
La concentration d’entreprises sidérurgiques sur les bords de la Shenango correspond, à l'instar de Pittsburgh, à l'exploitation d'un grand bassin houiller. L'activité sidérurgique y apparaît dès 1845, un mille au nord de Sharon, avec l'érection du Clay Furnace (en l'honneur de Henry Clay). Ce haut fourneau utilise d'abord le charbon de bois et le minerai de fer du gisement de Mesabi Range, qu'il est le premier au monde à exploiter. Puis la houille est adoptée, mais son emploi impose l'utilisation de minerais de meilleure qualité. L'industrie se développe alors rapidement. 
La Sharon Steel Corporation tire ses racines de la Sharon Steel Hoop Company, fondée le 8 octobre 1900 par Morris Bachman. Cette création intervient au moment où l'activité sidérurgique naît dans un secteur localisé au sud de Sharon. Quelques mois plus tôt, la Sharon Steel Company, fondée en février 1900 par Frank H. Buhl, avait été la première usine du secteur. Les sociétés Sheet and Tin Plate Company et American Steel and Wire Company, qui transforment l'acier issu des fours, sont créées peu après ces deux usines.
Ces créations s'accompagnent de la fondation d'une agglomération, South Sharon. Celle-ci, conçue par la Beechwood Improvement Company de Pittsburgh, est imaginée suivant les standards modernes de l'époque, mais l'afflux de travailleurs sature rapidement les infrastructures. Les travailleurs issus des États voisins s'installent alors provisoirement dans les environs, alors qu'une colonie d'immigrés italiens se trouve parquée dans des baraquements au pied de l’usine. La situation s'améliore cependant vite, et le basculement dans l'ère industrielle devient complet lorsque la Sharon Steel Company est rachetée par la Carnegie Steel Company (en) en 1902. En 1912, comptant alors 10 000 habitants, la ville change son nom en Farrell, en l'honneur de James A. Farrell (en), alors président de la United States Steel Corporation

### Débuts
La Sharon Steel Hoop Company commence par exploiter un petit laminoir à chaud de 8 et 9 pouces (203 et 228 mm). L'usine étant située à proximité immédiate de la Sharon Steel Company, elle y achète les produits semi-finis. Mais le rachat de cette dernière en 1902 par Carnegie  met fin au contrat de fourniture en billettes, et la Sharon Steel Hoop Company est contrainte d'investir dans la fabrication de l'acier.
Ainsi, la Steel Hoop amorce en 1902 un programme d'investissement comprenant 4 fours Martin-Siemens de 35 tonnes, un blooming et un train à barres capable de produire les bandes destinées au laminoir de 8 et 9 pouces. En 1905, un 5e four Martin-Siemens est ajouté et un laminoir à chaud de 10 pouces (254 mm) mis en service. En 1906, est mis au point la première ligne américaine couplant le décapage acide et la galvanisation en continu des feuillards.

## Maturité (1902 - 1950)

### Expansion
Morris Bachman décède en 1910 et Severn P. Ker prend la direction de l'entreprise, prolongeant l'effort d'investissement. En 1910, un 6e four Martin-Siemens est construit et un laminoir à bande de 14 pouces (355 mm) est ajouté. En 1913, un 7e four et certains équipements auxiliaires sont ajoutés, portant la capacité annuelle de la société à 180 000 tonnes d'acier Martin.
Ces constructions s'accompagnent de croissance externe. En 1917, la Sharon Steel Hoop Company rachète la Youngstown Iron and Steel Company qui dispose d'une aciérie à Lowellville, ainsi que des laminoirs à feuilles à Youngstown. Les Lowellville Works exploitent 4 fours Martin-Siemens, plusieurs fours pit, un blooming et un train à barres. L'usine de Youngstown dispose de 8 laminoirs à feuilles, une ligne de parachèvement, et un laminoir de 72 pouces (1 828 mm). Parallèlement à ça, pour sécuriser l'approvisionnement de l'usine de Lowellville, le haut fourneau Mary est racheté à l'Ohio Iron and Steel Company. Ce haut fourneau se voit également équipé de 2 fours Martin-Siemens, un laminoir réversible de 34 pouces (864 mm) et un train à barres. Ces investissements permettent la fermeture de l'aciérie et du blooming de l'usine de Sharon, devenus obsolètes.
La Première Guerre mondiale entretient l'élan initial de l'activité sidérurgique. Un contrecoup violent est ressenti en 1919, et une violente grève, unique dans l'histoire locale par son intensité, éclate. Cette crise économique se résout progressivement et, en 1924, les opérations des usines sidérurgiques locales sont redevenues bénéficiaires. La ville de Farrel, qui compte alors 20 000 habitants, profite de l'ambiance prospère des Roaring Twenties.

### Résistance au choc de 1929
En 1928, un nouveau laminoir à chaud à deux largeurs est construit, ainsi qu'un laminoir à froid. Mais la Crise de 1929 marque un violent coup d'arrêt à la croissance de l'activité. Farrell est un centre sidérurgique d'importance secondaire au niveau national, et certaines entreprises réorganisent leur activité au détriment du complexe local, comme l'American Steel and Wire Company, qui démantèle ses usines et transfère ses équipements à Cleveland. Les soupes populaires apparaissent et l'activité tourne au ralenti.
Pour autant, l'entreprise reste dynamique. En fin 1930, la production d'acier inoxydable est lancée. Henry A. Roemer succède à Severn P. Ker dans un contexte très difficile : le nouveau laminoir doit être modernisé pour produire une gamme plus étendue de bandes plus larges, et s'adapter aux contraintes de la production d'acier inoxydable. En 1933, le premier procédé continu sans contact direct pour le décapage électrolytique de l'acier inoxydable, le dégraissage et le nettoyage de l'acier laminé à froid avant le revêtement est mis en service. Les produits étamés et galvanisés sont développés. Des fours électriques sont installés à Lowellville pour la production d'acier inoxydable.
En 1935, la Niles Rolling Mill Company, une usine de laminage à Niles, est rachetée et apporte une capacité de production de 200 000 t/an de tôles. L'année suivante, la Mullins Manufacturing Corporation, une entreprise d'emboutissage de Salem, fusionne avec la Youngstown Pressed Steel pour créer une filiale spécialisée dans l’emboutissage.
Le 10 mars 1936, l'entreprise change de raison sociale pour s'appeler la Sharon Steel Corporation.

### Relance par l'effort de guerre
La Seconde Guerre mondiale relance l'activité. L'entreprise voisine, la Carnegie-Illinois Steel Corporation (en), dopée par l'effort de guerre américain, renoue avec la croissance. Cinq millions de dollars sont investis pour développer sa production de plaques de blindage. Par sa capacité à fournir des aciers alliés, l'entreprise  est très sollicitée et établi des records de production. Mais 1945, la paix annonce à nouveau des temps difficiles pour l'industrie sidérurgique américaine. La Carnegie-Illinois Steel Corporation programme l'abandon de son usine de Farrell. C'est à ce moment que Henry Roemer, président de la Sharon Steel Corporation, est sollicité par les politiques locaux pour secourir l'usine. Les négociations sont couronnées de succès et, le 9 novembre 1945, Roemer conclu les négociations en vue de l’achat des Farrell Works de la Carnegie-Illinois Steel Corporation. Cette acquisition majeure ajoute un complexe sidérurgique cohérent avec deux hauts fourneaux de 900 t/j chacun, des usines d'agglomération, les équipements annexes permettant de produire 560 000 t de lingots par an, un blooming de 36 pouces (914 mm), des trains à barres de 18 et 24 pouces (457 et 610 mm), etc.
Cette acquisition majeure marque un tournant pour l'entreprise. Mais le programme d'expansion se poursuit : Roemer fonde en août 1947 la Sharonsteel Products Company of Pennsylvania, et inaugure en avril 1949 un nouveau laminoir à chaud en continu de 14 pouces (360 mm). Cette largeur est faible (on parle dans ce cas de feuillards), mais l'adoption de ce procédé moderne pérennise l’entreprise. D'autres investissements s'ajoutent : une cokerie à Morgantown, l'achat de Bopp Steel Corporation de Dearborn et de la Brainard Steel Corporation à Warren qui apporte 85 000 t de produits en acier de spécialité, etc.
En 1950, la ville de Farrell compte 14 000 habitants.

## Déclin dans un contexte de révolutions technologiques (1950 - 1992)

### Modernisations
En 1960, la compagnie ferme l'usine de Lowellville. Les 1 100 employés du site perdent leur emploi. Le haut fourneau Mary de Lowellville est arrêté. Il avait été construit en 1845 comme premier haut fourneau américain fonctionnant au charbon bitumeux cru, mais il était devenu le dernier du pays à être chargé à la main. En 1963, son démantèlement est terminé.
Le 16 octobre 1962 est démarrée une nouvelle aciérie, d'une capacité de 1 Mt/an. C'est la première aciérie américaine à être pilotée par ordinateur, et à exploiter le procédé Kaldo, choisi essentiellement pour sa capacité à produire une large gamme d'aciers de spécialité. Cette aciérie, nommée Roemer Works, est décidée par James A. Roemer, fils de Henry Roemer et qui vient donc de succéder à son père.
Les deux fours Kaldos installés au cœur de l'aciérie se distinguent par l'utilisation de deux lances à oxygène, une haute et une basse pression. L'enfournement en deux étapes de 50 % de ferrailles permet de produire 1,67 t d'acier avec une tonne de fonte. Les additions d'alliage sont mélangées à l'acier par des secoueurs de poches,. Le garnissage de 220 t est entretenu sur un four pendant que l’autre est en production. L'ajout d'un troisième four est envisagé afin de doubler la production pour atteindre 2 Mt/an,. Mais finalement, le procédé Kaldo est un échec et c'est un convertisseur LD de 150 tonnes qui est ajouté en 1977. Les 2 Kaldos sont « virtuellement supplantés » par ce seul convertisseur LD dès 1977. Un deuxième LD est installé en 1980, et les Kaldo sont arrêtés.
Le haut fourneau 2 de Farrell (surnommé Judy) est modernisé en 1968, afin de pouvoir produire 720 000 t/an de fonte. Mais le financement de cette réfection est laborieux, et l'entreprise s'avère par la suite incapable de financer une coulée continue, ce qui, à long terme, scelle le sort de l'aciérie de Farrell.

### Le déclin
Dans les années 1980, une crise secoue la sidérurgie mondiale. L'arrêt des fours Kaldos en 1980, combiné à d'autres mesures, ne permet pas d'assainir la situation. Une tentative de fusion avec Evans Products Company en février 1982 finit par échouer en avril 1983. En 1987, l'entreprise est contrainte de se placer sous la protection du chapitre 11 de la loi sur les faillites. En effet, contrôlée par l'homme d’affaires Victor Posner, l’entreprise cumule les dettes perdant, pendant les trois premiers trimestres de 1986, 62 M$ sur 533 M$ de chiffre d'affaires. La conjoncture s'améliore à la fin des années 1980 et, en 1991, l'entreprise s'affranchit de ce statut après avoir été rachetée en 1990 par Castle Harlan Inc. (en), un capital-investisseur.
Mais la conjoncture se dégrade à nouveau au point que l'entreprise perd 3 M$ chaque mois. En novembre 1992, l'usine de Farrell ferme : 2 700 employés perdent leur travail. Puis l'entreprise se place sous le chapitre 11 de la loi sur les faillites. Elle s'emploie alors à vendre son outil afin de payer ses créanciers.

## Épilogue
En décembre 1994, l'usine de Farrell est rachetée par Caparo Inc. (en). Mais ce nouveau propriétaire ne veut pas redémarrer les 2 hauts fourneaux et installe 2 fours électriques de 120 t pour les remplacer. Les hauts fourneaux 2 et 3 sont alors dynamités le 10 mars 1995.
Mais la situation ne s'améliore guère. En 1997, pénalisé par une mauvaise conjoncture, Caparo n'utilise qu'un seul four électrique. Cette même année, il décide finalement d'arrêter toute l'aciérie. L'usine de Farrel perd alors entre 1 et 3 M$ chaque mois. Faute de capacité de production de brames, Caparo envisage logiquement de fermer le laminoir à chaud pour se concentrer sur les étapes de laminage à froid et revêtement. Parallèlement, un partenariat est activement recherché pour sauver l'activité.
En 1999, le sidérurgiste suisse Duferco (de) acquiert le site de Farrell. Il s'associe ensuite avec le russe NLMK, qui prend une participation de 50 % dans une coentreprise. En juillet 2011, NLMK acquiert les 50% restants et devient l'unique propriétaire de l'usine de Farrell. Celle-ci conserve le laminoir à chaud. Modernisé, il lamine 1,8 million de tonnes de brames importées chaque année, essentiellement de Russie.